# Heni Harong
Heni Harong is een bestuurslaag in het regentschap Lampung Barat van de provincie Lampung, Indonesië. Heni Harong telt 603 inwoners (volkstelling 2010).